# Kanton Le Chesne
'Le Chesne is een voormalig kanton van het Franse departement Ardennes. Het kanton maakte deel uit van het arrondissement Vouziers tot het op 22 maart 2015 werd opgeheven en de gemeenten werden toegevoegd aan het aangrenzende kanton Vouziers.

## Gemeenten
Het kanton Le Chesne omvatte de volgende gemeenten:
- Les Alleux
- Les Grandes-Armoises
- Les Petites-Armoises
- Authe
- Autruche
- Belleville-et-Châtillon-sur-Bar
- Boult-aux-Bois
- Brieulles-sur-Bar
- Le Chesne (hoofdplaats)
- Germont
- Louvergny
- Montgon
- Noirval
- Sauville
- Sy
- Tannay
- Verrières